# Глория Мария
Глория Мария Матта да Си́лва (порт.-браз. Glória Maria Matta da Silva; 15 августа 1949, Рио-де-Жанейро — 2 февраля 2023, Рио-де-Жанейро, более известная как Глория Мария) — журналистка и телеведущая. Первая чернокожая телеведущая Бразилии.

## Биография
Выросла в бедном районе в пригороде Рио-де-Жанейро, отец — портной, мать — домохозяйка.
Закончила Папский католический университет Рио-де-Жанейро по специальности «журналистика».
В 1970-х Мария стала телеведущей на канале «Globo». В 1998—2007 года работала в передаче Fantástico, с 2010 году — в документальной передаче Globo Repórter.
Разведена, с 2009 года имела двух приёмных дочерей.
Скончалась 2 февраля 2023 года.